# Cecălaca
Cecălaca (węg. Csekelaka) – wieś w Rumunii, w okręgu Marusza, w gminie Ațintiș. W 2011 roku liczyła 431 mieszkańców.